# 三崁店社
三崁店社（さんかんてんしゃ）は、日本統治時代の台湾台南州新豊郡永康庄三崁店（現 永康区）にあった神社である。今は台南市の古蹟。

## 祭神
社格は社で、能久親王・天照皇大神・豊受大神を祭神としていた。